# Индийско-оманские отношения
Индийско-оманские отношения — двусторонние дипломатические отношения между Индией и Оманом.

## История
Торговые отношения между странами существуют нескольких тысячелетий: в результате археологических раскопок в Омане получены доказательства существования торговли с Индией приблизительно в III веке до нашей эры. В феврале 1955 года в Маскате было открыто консульство Индии, которое было преобразовано в Генеральное консульство в 1960 году, а затем стало посольством в 1971 году. В 1973 году прибыл первый посол Индии в Маскат. В 1972 году Оман открыл посольство в Дели, генеральное консульство в Мумбаи было открыто в 1976 году. В 2012 году Оман поддержал Индию в её стремлении занять постоянное место в Совете Безопасности ООН.

## Миграция
В Омане проживает более 500 000 граждан Индии, что делает их крупнейшей диаспорой в этой стране. Индийские эмигранты ежегодно перечисляют домой 780 млн. долларов США. Индия является у граждан Омана самой популярной страной для получения высшего образования, в последние годы среди оманцев пользуются популярностью индийские медицинские университеты. Правительство Омана старается привлечь из Индии туристов: ежегодно около 12 000 индийцев посещают Оман с туристической целью, ожидалось, что их число утроится к 2015 году.

## Торговля
В 2010 году объём товарооборота между странами составил сумму 4,5 млрд. долларов США. Индия являлась вторым по величине экспортным партнёром Омана и его четвёртым по величине источником импорта. Индия и Оман имеют в пользовании совместные предприятия в самых разных отраслях: производство удобрений и фармацевтических препаратов, энергетика и машиностроение. Компания Oman-India Fertiliser Company по производству удобрений в Суре и нефтеперерабатывающий завод Bharat Oman Refinery Limited в Бина-Етаве были созданы в форме совместных предприятий индийскими государственными компаниями и Оманской нефтяной компанией.

## Газопровод
С 1985 года Индия рассматривает вопрос о строительстве подводного газопровода протяженностью 1100 км из Омана. Предполагаемое название газопровода South Asia Gas Enterprise, он считается альтернативой проекта строительства газопровода по маршруту Иран-Пакистан-Индия.

## Оборонное сотрудничество
Оман является единственной страной Персидского залива, имеющей официальные оборонные соглашения с Индией. В 2006 году обе страны провели совместные военные учения и подписали оборонное соглашение. В 2008 году состоялся официальный визит премьер-министра Индии Манмохана Сингха в Оман, что ещё сильнее активизировало оборонное сотрудничество между странами. Военно-морские силы Индии имеют право пользоваться оманскими портами для проведения операций по борьбе с пиратством в Аденском заливе. С 2009 года Военно-воздушные силы Индии проводят совместные учения с Королевскими военно-воздушными силами Омана. В 2014 году в Йемене началась Гражданская война и Оман обратился к Индии с просьбой оказать содействие в защите йеменско-оманской границы. Сухопутные войска Омана имеют на вооружении индийскую винтовку INSAS. У Индии есть военная база в оманском населенном пункте Рас-аль-Хадде, а также право размещать военные корабли на военно-морской базе Омана в Маскате.

### Насим аль-Бахр
Двусторонние морские учения между Индией и Оманом носят название Насим аль-Бахр. Это мероприятие было впервые проведено в 1993 году. В январе 2016 года страны в десятый раз провели данные учения.

### Дукм
В феврале 2018 года Индия объявила, что Оман дал согласие на размещение индийских ВМС и ВВС в Дукме, ранее в порту этого города размещался индийский эскадренный миноносец с управляемым ракетным оружием INS Mumbai.